# Stenomantis
Stenomantis är ett släkte av bönsyrsor. Stenomantis ingår i familjen Liturgusidae, ordningen Mantodea, klassen egentliga insekter, fylumet leddjur och riket djur.
Släktet innehåller bara arten Stenomantis novaeguineae.